# Košátky
Košátky település Csehországban, a Mladá Boleslav-i járásban. Košátky Kropáčova Vrutice, Horní Slivno és Byšice településekkel határos. Lakosainak száma 229 fő (2024. január 1.).

## Népesség
A település lakosságának változását az alábbi diagram mutatja:
| Lakosok száma | 380  | 336  | 330  | 384  | 326  | 203  | 204  | 217  | 228  | 229  |
|               | 1869 | 1900 | 1921 | 1961 | 1980 | 2011 | 2016 | 2019 | 2021 | 2024 |